# 顧地科技
顧地科技股份有限公司，簡稱顧地科技股份，以及顧地科技（英語：GOODY SCIENCE & TECHNOLOGY CO.,LTD.，深交所：002694），於1979年由林超群（董事長）創立，當時名為「湖北顾地塑胶有限公司」。
業務在國內經營生產及銷售各種塑料產品，招股價為13元人民幣，發行新股為3,600萬股，集資額為4.68億元人民幣，而股份則在2012年8月16日於深圳證券交易所中小板上市。
總部位於湖北省鄂州市吴都大道9号。

## 連結
- Goody.com.cn （页面存档备份，存于）